# ブッシュ・タッカー

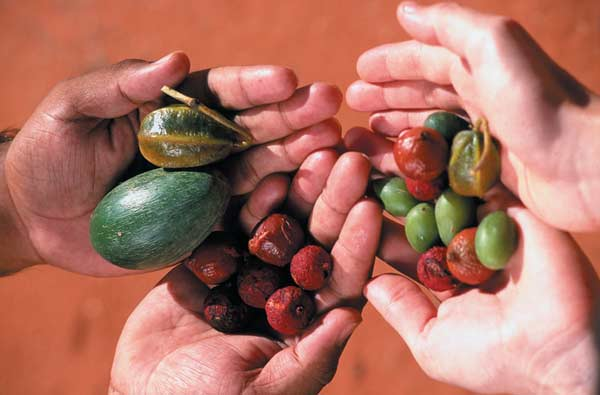
ブッシュ・タッカーの例

ブッシュ・タッカー（英語: bush tucker）とは、オーストラリアの先住民族アボリジニに伝統的に利用されてきた同国原産の動植物のことを指す。ブッシュフード (bushfood) とも呼ばれる。
最近では「アウトバックで手に入る食物」という意味にも発展している。
同国で採取できる植物はビタミンやミネラルが豊富であり、たとえばツルナ（ワリガルグリーンズ）はビタミンCが豊富であり、18世紀後半に豪州を訪れたジェームズ・クックに同行していた船員の壊血病の改善にも役立った。
植物はそのまま食される一方、カンガルーやエミューといった動物の肉は脂肪分が少ないため、ユーカリの樹皮で包んで柔らかくしてから焼いていた。

## 近年における利用
1970年代、アボリジニ以外のオーストラリア人の間でブッシュ・タッカーの利用が注目され、一部の動植物の商業利用が始まった。
1980年代に入ると南オーストラリア州において食用としてのカンガルー肉の販売が合法化。また、専門家によってブッシュ・タッカーには非常に栄養価の高いものがあると評価された。
80年代半ば、シドニーのいくつかのレストランがブッシュ・タッカー食材を利用した本格的な料理を提供するようになる。スパイスとしての一般的な普及も進んだ。
2010年代以降は、先住民の文化を伝えるための観光資源や、害虫対策としての活用例などが出てきた。
また、これらの活用例においては、レモンマートルをハーブティーにするなど、現代風のブッシュ・タッカー料理も考案された。

## ブッシュ・タッカーの種類

### 植物

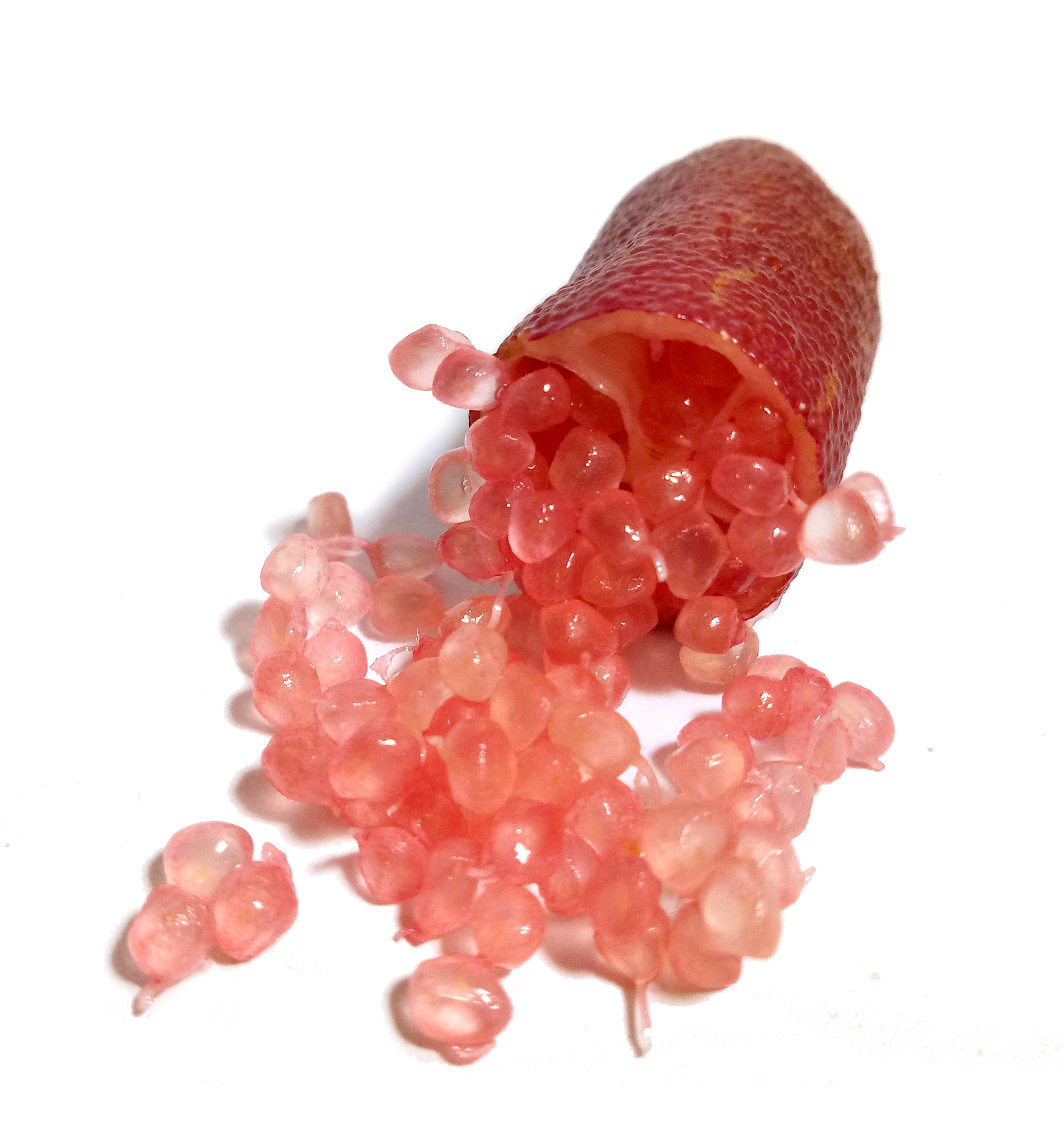
フィンガー・ライムはプチプチした食感から「森のキャビア」と呼ばれている。

- ライベリー
- レモンユーカリ（英語版）
- レモンマートル
- アニスシードマートル（英語版）
- カユプテ（英語版）
- ニアウリ（英語版）
- ホーリーバジル
- バオバブ
- ノニ
- ミサキノハナ（英語版）
- カカドゥ・プラム（英語版）
- デビッドソン・プラム（英語版）
- ブッシュ・トマト（英語版）
- ムントリー（英語版）
- タスマニア・ペッパー（英語版）
- クァンドン（英語版）
- フィンガー・ライム（英語版）
- フサナリイチジク（うどんげ）
- シダーベイチェリー（英語版）
- ヒロハノナンヨウスギ（英語版）
- ツルナ
- ダイジョ
- カシュウイモ
- クウシンサイ
- ハス
- ハリイ属
- マカダミアナッツ
- モモタマナ
- カンゾウタケ

### 動物

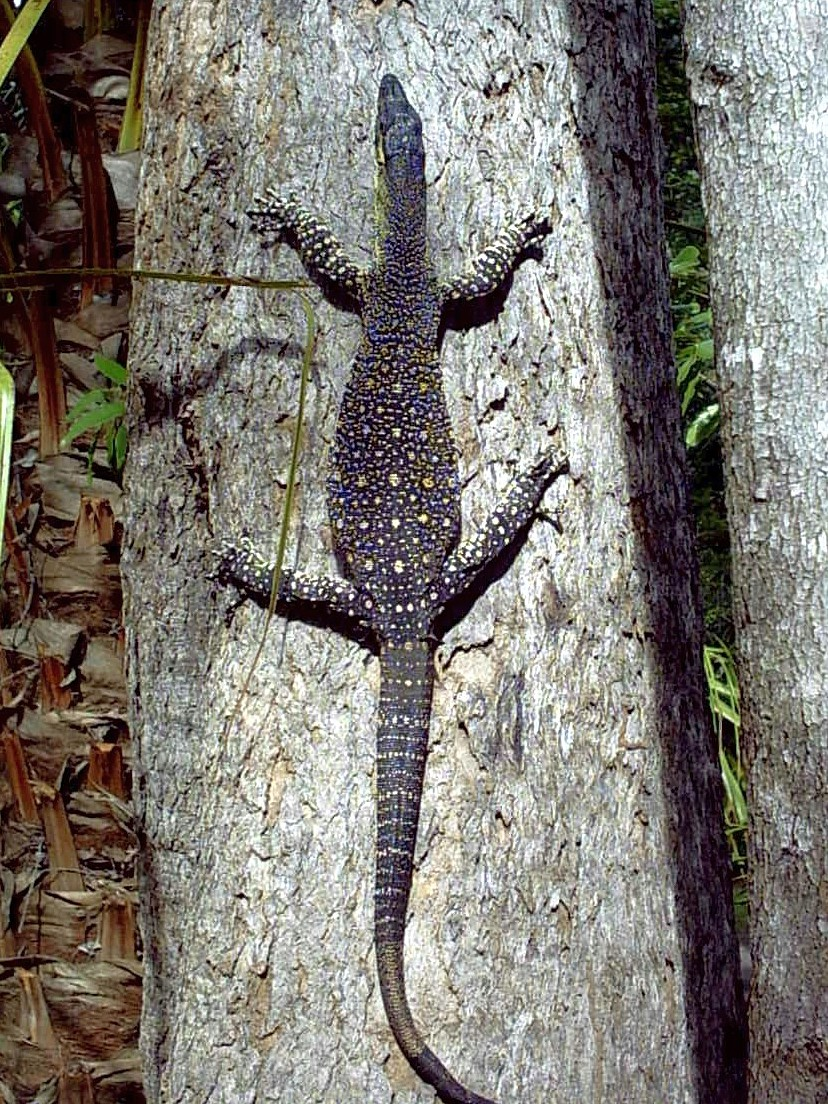
オーストラリア原産のオオトカゲ

- カンガルー
- エミュー
- クロコダイル
- オオトカゲ
- 蛾の幼虫
- 魚介類